# Ебен-ам-Ахензе
Ебен-ам-Ахензе (нім. Eben am Achensee) — громада округу Швац у землі Тіроль, Австрія.
Ебен-ам-Ахензе лежить на висоті 940 м над рівнем моря і займає площу 196,56 км². Громада налічує 2849 мешканців.
Густота населення 14/км².
Громада лежить на березі озера Ахен і є найбільшою в окрузі Швац. Крім головного селища до неї входять ще декілька невеликих хуторів, орієнтованих на обслуговування туристів.
|                                         |
| Ебен-ам-Ахензе на мапі округу та землі. |

 Адреса управління громади: 6212 Maurach 81.